# 박릉군
박릉군(博陵郡)은 후한 시기에 설치되어 수나라까지 지속된 중국의 옛 군이다.

## 후한
연희(延熹) 원년(158년) 6월, 환제(桓帝)가 부친의 묘를 '박릉'이라고 이름짓는 한편 여오후국(蠡吾侯國)을 같은이름의 현으로 고치고, 중산 · 안평 · 하간의 땅을 떼어내어 박릉군을 신설하였다. 213년(후한 헌제 건안 18년) 유규(劉珪)가 박릉왕에 봉해짐에 따라 박릉국으로 격상되었다. 하지만 조위가 건국되는 시점에서 폐지되었던 것으로 보인다.
박릉군의 속현은 문헌으로 전해지는 바가 없으며, 《공표비(孔彪碑)》에 현의 이름들이 전해지고 있다. 그러나 공표비에 기록된 현 이름들이 박릉군의 속현의 전부인지는 알 수 없다.
| 현명     | 한자     | 대략적 위치                      | 비고                                                                  |
| -------- | -------- | -------------------------------- | --------------------------------------------------------------------- |
| 고양현   | 高陽縣   | 바오딩시 가오양현 동             |                                                                       |
| 남심택현 | 南深澤縣 | 스자좡시선쩌현 동                |                                                                       |
| 박릉현   | 博陵縣   | ?                                |                                                                       |
| 안평현   | 安平縣   | 헝수이시 안핑현                  |                                                                       |
| 안국현   | 安國縣   | 바오딩 시 안궈 시 서안국성향일대 | 독사방여기요에 따르면 박릉군의 치소는 안국현에 설치되었다고 전해진다. |

## 서진
서진초에 부활했다. 4현 10,000호를 관할했다.
| 현명     | 한자     | 대략적 위치                      | 비고 |
| -------- | -------- | -------------------------------- | ---- |
| 안평현   | 安平縣   | 헝수이시 안핑현                  |      |
| 요양현   | 饒陽縣   | 헝수이 시 라오양 현 동           |      |
| 남심택현 | 南深澤縣 | 스자좡시선쩌현 동                |      |
| 안국현   | 安國縣   | 바오딩 시 안궈 시 서안국성향일대 |      |

## 북위
397년(북위 도무제 황시 2년)에 안주가 설치됨에 따라 안주의 속군이 되었고 400년(북위 도무제 천흥 3년)에 안주가 정주로 개명됨에 따라 정주의 속군이 되었다. 4현 27,812호 135,070명을 거느렸다.
| 현명   | 한자   | 대략적 위치                      | 비고 |
| ------ | ------ | -------------------------------- | --- |
| 요양현 | 饒陽縣 | 헝수이 시 라오양 현 동           | 노구성(魯口城, 지금의 라오양 현), 박릉성(博陵城), 삼양신(三良神), 요양성(饒陽城)이 현경내에 있었다.                                                 |
| 안평현 | 安平縣 | 헝수이시 안핑현                  | 치소는 안평성에 있다. 여귀인사(女貴人神)가 현경내에 있었다.                                                                                         |
| 심택현 | 深澤縣 | 스자좡 시 선쩌 현 철간향일대?    | 서진에선 남심택이라 했다가 이후에 개명했다. 와신사(蝸神祠)가 현경내에 있었다.                                                                       |
| 안국현 | 安國縣 | 바오딩 시 안궈 시 서안국성향일대 | 446년(북위 태무제 태평진군 7년) 심택현에 통폐합되었으나 501년(북위 선무제 경명 2년)에 복구되었다. 염석연(鹽石淵), 안국성(安國城)이 현경내에 있었다. |

## 수
주현제 시기 정주(定州)로 불렸다. 북주시기 총관부가 박릉군에 설치되었으나 얼마못가 폐지되었다. 개황연간에는 중산군을 흡수하여 광활한 영역을 차지했으며 10현 102,817호를 거느렸다.
| 현명   | 한자   | 대략적 위치                      | 비고 |
| ------ | ------ | -------------------------------- | --- |
| 선우현 | 鮮虞縣 | 딩저우 시                        | 선우군의 치소였다. 선우군이설치됨에 따라 북제가 안희현을 노노현에 통폐합시켰다. 하지만 개황초에 선우군을 폐지함에 따라 선우현이 설치되었고 대업초 박릉군을 설치함에 따라 안희현을 다시 통폐합했다. 노수(盧水)가 현경내를 흐른다.     |
| 북평현 | 北平縣 | 바오딩 시 순핑 현                | 북제가 폐지했던 북평군이 있었다. 또한 망도현(望都縣)과 포음현(蒲陰縣)의 2개현이 통합되었다. 586년(수문제 개황 6년) 망도현이 복구되었으나 대업초 폐지되었다. 도산(都山), 이기산(伊祁山)이 현경내에 있고 유수(濡水)가 현경내를 흐른다. |
| 당현   | 唐縣   | 바오딩 시 탕현 서대양저수지 근처 | 북제에서 폐지되었으나 596년(수문제 개황 16년)에 복구되었다. 요산(堯山)、랑산(郎山)、중산(中山)이 현경내에 있었다. |
| 항양현 | 恆陽縣 | 바오딩 시 취양현                 | 북제가 상곡양현(上曲陽縣)에서 곡양현(曲陽縣)으로 개명했고 586년 석읍현(石邑縣)으로 개명되었다. 597년(수문제 개황 7년) 항양현으로 개명되었다. 항산(恆山), 항양계(恆陽溪), 범수(范水)가 현경내에 있었다.                               |
| 신락현 | 新樂縣 | 스자좡 시 신러시 승안진일대      | 596년 신설되었다. 황산(黃山)이 현경내에 있었다. |
| 수창현 | 隋昌縣 | 딩저우 시 서 남왕촌일대?         | 북위에서 위창현(魏昌縣)이라 칭했던 곳이다. 북제때 폐지되었으나 596년 지금의 이름으로 개명되었다. |
| 무극현 | 毋極縣 | 스자좡 시 우지 현                | |
| 의풍현 | 義豐縣 | 바오딩 시 안궈 시                | 586년 설치되었다. 북제때 안국현이 통폐합되었다. |
| 심택현 | 深澤縣 | 스자좡 시 선쩌 현                | 북제때 폐지되었다가 586년 복구되었다. |
| 안평현 | 安平縣 | 헝수이 시 안핑 현                | 북제때 박릉군이 설치되었다가 개황초 폐지되었다. 596년 심주가 설치됨에 따라 독립했으나 대업초 폐지되었다. |

1. ↑  《진서》14권 지 제4 지리지 上 기주 박릉군
2. ↑  《위서》106권 上 지 제7 지형지 2 上 정주 박릉군
3. ↑  《수서》29권 지 제30 지리지 中 기주 박릉군